# Christian Gourcuff
Christian Gourcuff (ur. 5 kwietnia 1955 w Hanvec) – francuski trener piłkarski oraz piłkarz występujący na pozycji pomocnika. Ojciec reprezentanta Francji, Yoanna Gourcuffa.